# Otonycteris leucophaea
El murciélago orejudo de Turquestán (Otonycteris leucophaea) es una especie de murciélago que se encuentra en Asia. Aunque se describió inicialmente como una especie en 1873, durante muchos años se consideró sinónimo del murciélago orejudo del desierto (Otonycteris hemprichii). Recientemente, fue reconocida una vez más como una especie distinta.

## Taxonomía
Fue descrito por el explorador y naturalista ruso Nikolaj Alekseevič Severcov en 1873, quien lo nombró Plecotus leucophaea . En 1925, se cambió su nombre a Otonycteris leucophaea . Desde su descripción inicial, su estatus taxonómico ha cambiado varias veces. Sólo recientemente se revisó nuevamente al nivel de especie, en un artículo publicado en 2010. Los autores del artículo concluyeron que el género Otonycteris, que anteriormente se consideraba monotípico, en realidad constaba de dos especies: el murciélago orejudo del desierto (Otonycteris hemprichii), y el murciélago orejudo de Turquestán (Otonycteris leucophaea). Llegaron a esta conclusión basándose en diferencias morfológicas y genéticas entre las dos poblaciones. Según su reclasificación, el murciélago orejudo del desierto se encuentra en África del Norte y Oriente Medio, mientras que el murciélago orejudo de Turquestán se encuentra en Asia Central. Los autores del artículo de 2010 afirmaron que existe una gran variación dentro del murciélago orejudo de Turquestán, que atribuyeron a tres subespecies provisionales sin nombre.

## Descripción
Los miembros del género Otonycteris son los murciélagos de la familia Vespertilionidae  más grandes en su área de distribución geográfica. Tiene un cráneo grande con dientes robustos. Su fórmula dental es {\displaystyle {\tfrac {1.1.1.3}{3.1.2.3}}} para un total de 30 dientes. Su antebrazo  tiene entre 56.8 a 65.5 mm de longitud. Se diferencia del murciélago orejudo del desierto por sus ampollas auditivas más pequeñas, su hocico más largo y su báculo menos curvado. Desde el hocico hasta la cola, los individuos miden entre 119 a 130 mm de longitud. Sus orejas miden entre 29.8-31.5 mm de largo y 14.8-26.7 mm  de ancho. El trago mide 14.1-14.7 mm de largo y 4.0-4.4 mm de ancho.

## Dieta
Se alimenta recogiendo artrópodos del suelo. Las presas incluyen escorpiones, arañas, escarabajos, cucarachas y termitas, saltamontes, grillos y arañas camello.

## Rango y distribución
Hasta ahora, se ha documentado en varios países de Asia, incluidos Afganistán, Irán, Kazajistán, Kirguistán, Pakistán, Tayikistán, Turkmenistán y Uzbekistán . Se encuentra en elevaciones de 300 a 1500 metros sobre el nivel del mar. Las estepas secas y los desiertos son su hábitat preferido.

## Conservación
Como recientemente fue elevado nuevamente a la categoría de especie y no se sabe mucho sobre él, la UICN lo considera actualmente como datos deficientes . Las posibles amenazas para esta especie incluyen la alteración de sus refugios por parte de los humanos y la exposición a pesticidas por consumir insectos previamente afectados. Al menos parte de su hábitat está protegido donde se encuentra en el área protegida de Parvand en el noreste de Irán.